# Stadio 25 novembre
Lo Stadio 25 novembre (in turco 25 Kasım Stadyumu) è un impianto sportivo situato nella città di Edirne, in Turchia. 
Fu costruito nel 1950 e trae il nome dal giorno in cui fu inaugurato, il 25 novembre dello stesso anno. 
Ha una capienza di 5 000 posti e ospita le partite interne dell'Edirnespor.